# Deutsche Poolbillard-Meisterschaft 1984
Die Deutsche Poolbillard-Meisterschaft 1984 war die zehnte Austragung zur Ermittlung der nationalen Meistertitel der Herren in der Billardvariante Poolbillard. Sie wurde in Stolberg ausgetragen.
Es wurden die Deutschen Meister in den Disziplinen 14/1 endlos, 8-Ball und 8-Ball-Pokal ermittelt.

## Medaillengewinner
| Disziplin    | Gold                                    | Silber                           | Bronze                          | 4. Platz                              |
| ------------ | --------------------------------------- | -------------------------------- | ------------------------------- | ------------------------------------- |
| 14/1 endlos  | Norbert Lang (PBF Pirmasens)            | Frank Scharbach (Düsseldorf)     | Tony Deigner (PBC Oftersheim)   | Günter Geisen (Rot-Weiß Oberhausen)   |
| 8-Ball       | Wolfgang Becker (PBC Iserlohn)          | Andreas Mann (PBF Pirmasens)     | Rainer Karl (PBV Moers)         | Peter Haidinger (PBV Moers)           |
| 8-Ball-Pokal | Albert Leibenguth (PBC Fortuna Bexbach) | Werner Kaminski (PBV Rhein Ruhr) | Wolfgang Becker (PBV Sauerland) | Karl Hamacher (PBC Rot-Gelb Stolberg) |